# George Phillips Bond
George Phillips Bond (født 20. maj 1825 i Dorchester, Massachusetts, død 17. februar 1865 i Cambridge) var en amerikansk astronom. Han var søn af William Cranch Bond.
Bond studerede ved Harvard College, blev 1845 assistent ved observatoriet og 1859 dets direktør; han fandt 10 kometer og observerede flittig dels sammen med sin fader, dels uafhængig. Foruden disse arbejder har han publiceret On some applications of the method of mechanical quadratures (1849), der indeholder en metode til at beregne specielle perturbationer, hvilken uafhængig blev fremstillet af Encke; On the rings of Saturn (1855), hvori fluidteorien opstilles for første gang, (denne teori blev dog snart forkastet) Account of the great comet of 1858 (1862), hvorfor han 1865 af det astronomiske Selskab i London fik dets guldmedalje, der da for første gang blev uddelt til en amerikaner. Hans Observations upon the great nebula of Orion (1867) er til dato den bedste monografi, man har over den mærkelige Oriontåge.

### Fodnoter
1. ↑  Bond, George Phillips definition of Bond, George Phillips in the Free Online Encyclopedia